# Halálozások 2008-ban
Ez a szócikk a 2008-as évben elhunyt nevezetes személyeket sorolja fel.

## December
| Dátum        | Név                      | Foglalkozás / tisztség                                                                     | Kor | Forrás          |
| ------------ | ------------------------ | ------------------------------------------------------------------------------------------ | --- | --------------- |
| december 31. | Kazbek Pagijev           | Vlagyikavkaz volt polgármestere, Észak-Oszétia miniszterelnök-helyettese                   | 049 |                 |
| december 30. | Bernie Hamilton          | amerikai színész (Starsky és Hutch)                                                        | 080 |                 |
| december 30. | Roy Saari                | amerikai olimpiai bajnok úszó (1964)                                                       | 063 |                 |
| december 30. | Ted Lapidus              | francia divattervező                                                                       | 079 |                 |
| december 27. | Tuanku Ja'afar           | Malajzia királya (1994–1999)                                                               | 086 |                 |
| december 27. | Kimura Cunehisza         | japán képzőművész                                                                          | 080 |                 |
| december 25. | Leszták Tibor            | a MU Színház alapítója és művészeti vezetője                                               | 053 |                 |
| december 25. | Eartha Kitt              | amerikai énekesnő, színésznő, kabarésztár                                                  | 081 |                 |
| december 25. | Ann Savage               | amerikai színésznő                                                                         | 087 |                 |
| december 24. | Samuel P. Huntington     | amerikai politológus                                                                       | 081 |                 |
| december 24. | Harold Pinter            | Nobel-díjas angol drámaíró                                                                 | 078 |                 |
| december 22. | Lansana Conté            | Guinea elnöke (1984–2008)                                                                  | 074 | [ halott link ] |
| december 22. | Alfred Lücker            | olimpiai bronzérmes (1956) német gyeplabdázó                                               | 077 |                 |
| december 20. | Olga Lepesinszkaja       | orosz balett-táncos                                                                        | 092 |                 |
| december 20. | Robert Mulligan          | Oscar-díjra jelölt, amerikai filmrendező (Ne bántsátok a feketerigót!)                     | 083 |                 |
| december 19. | Carol Chomsky            | amerikai nyelvész, Noam Chomsky felesége                                                   | 078 |                 |
| december 19. | Sam Tingle               | zimbabwei autóversenyző                                                                    | 087 |                 |
| december 18. | Jack Douglas             | brit színpadi és filmszínész, rendező, komikus, humorista, televíziós műsorvezető, showman | 081 |                 |
| december 18. | Paul Greco               | amerikai színész                                                                           | 053 |                 |
| december 18. | Majel Barrett            | amerikai színésznő (Star Trek)                                                             | 076 |                 |
| december 18. | W. Mark Felt             | amerikai FBI igazgató, „mély torok”, a Watergate-botrány kirobbantója                      | 095 | [ halott link ] |
| december 17. | Sammy Baugh              | amerikai amerikaifutball-játékos                                                           | 094 |                 |
| december 17. | Francisco Casavella      | katalán író                                                                                | 045 |                 |
| december 16. | Sam Bottoms              | amerikai színész (Apokalipszis most)                                                       | 053 |                 |
| december 16. | John Costelloe           | amerikai színész (Én és a maffia)                                                          | 047 | –               |
| december 16. | Ékes Ildikó              | közgazdász                                                                                 | 060 |                 |
| december 16. | Manol Manolov            | olimpiai bronzérmes bolgár labdarúgó, hátvéd, edző                                         | 083 |                 |
| december 15. | Dankó Imre               | néprajzkutató, muzeológus                                                                  | 087 |                 |
| december 15. | León Febres Cordero      | ecuadori politikus, elnök (1984-1988)                                                      | 077 |                 |
| december 13. | Christine Carère         | francia színésznő                                                                          | 078 |                 |
| december 13. | Láng István              | erdélyi származású, Hollandiában alkotó író                                                | 063 | [ halott link ] |
| december 13. | Horst Tappert            | német színész (Derrick felügyelő)                                                          | 085 |                 |
| december 12. | Daniel Carleton Gajdusek | magyar és szlovák származású amerikai Nobel-díjas orvos                                    | 085 |                 |
| december 12. | Van Johnson              | amerikai színész (Kairó bíbor rózsája)                                                     | 092 |                 |
| december 12. | Tásszosz Papadópulosz    | ciprusi politikus, elnök (2003–2008)                                                       | 074 |                 |
| december 12. | Alain Renoir             | amerikai operatőr, Jean Renoir rendező fia                                                 | 087 |                 |
| december 11. | Ali Alatas               | indonéz politikus, külügyminiszter                                                         | 076 |                 |
| december 11. | Bettie Page              | amerikai modell, 50-es évek egyik leghíresebb playmate-je                                  | 085 |                 |
| december 11. | Giovanni de Riu          | olasz autóversenyző                                                                        | 084 | –               |
| december 9.  | Jurij Glazkov            | szovjet-orosz űrhajós, katonatiszt                                                         | 069 |                 |
| december 9.  | Dražan Jerković          | horvát labdarúgó, edző                                                                     | 072 |                 |
| december 9.  | Váradi Zsuzsa            | színész, rendező, író                                                                      | 077 |                 |
| december 8.  | Frank K. Edmondson       | amerikai csillagász                                                                        | 096 |                 |
| december 8.  | Robert Prosky            | amerikai színész (Mrs. Doubtfire)                                                          | 077 |                 |
| december 7.  | Palotás János            | pedagógus, iskolaigazgató (budapesti József Attila Gimnázium)                              | 076 |                 |
| december 6.  | Nádor Tamás              | író, újságíró, rádiós                                                                      | 074 | [ halott link ] |
| december 6.  | Lukács Ede               | a Ferencváros labdarúgója                                                                  | 088 |                 |
| december 6.  | Catherine Hagel          | a világ harmadik legidősebb élő embere volt haláláig                                       | 114 | [ halott link ] |
| december 5.  | George Brecht            | amerikai konceptuális művész, vegyész                                                      | 082 |                 |
| december 5.  | Martyn Crook             | ausztrál labdarúgó, edző                                                                   | 052 |                 |
| december 5.  | Nina Foch                | amerikai színésznő                                                                         | 084 |                 |
| december 5.  | Beverly Garland          | amerikai színésznő                                                                         | 082 |                 |
| december 5.  | II. Alekszij             | Moszkva és egész Oroszország pátriárkája                                                   | 079 |                 |
| december 4.  | Forrest J. Ackerman      | színész, irodalmi ügynök, lapszerkesztő, a sci-fi szó megalkotója                          | 092 |                 |
| december 3.  | Robert Zajonc            | lengyel származású amerikai pszichológus                                                   | 085 |                 |
| december 2.  | Mensáros Zoltán          | író                                                                                        | 087 | [ halott link ] |
| december 2.  | Odetta                   | amerikai énekesnő, színésznő, gitáros, szövegíró, emberjogi aktivista                      | 077 |                 |
| december 1.  | Paul Benedict            | amerikai színész                                                                           | 070 |                 |
| december 1.  | Mikel Laboa              | baszk énekes, dalszerző                                                                    | 074 |                 |

## November
| Dátum        | Név                    | Foglalkozás / tisztség                                          | Kor | Forrás          |
| ------------ | ---------------------- | --------------------------------------------------------------- | --- | --------------- |
| november 29. | Jørn Utzon             | dán építész, a Sydney-i Operaház tervezője                      | 090 |                 |
| november 28. | Dékány Ferenc          | labdarúgó (Ferencváros), sportvezető                            | 079 |                 |
| november 27. | Rothman Lenke          | tanár, illusztrátor, képzőművész, író                           | 079 |                 |
| november 27. | Visvanát Pratap Szingh | indiai politikus, egykori miniszterelnök (1989–90)              | 077 |                 |
| november 26. | Edna Parker            | a világ legidősebb élő embere volt haláláig                     | 115 |                 |
| november 26. | Edwin Ernest Salpeter  | osztrák-amerikai asztrofizikus                                  | 083 |                 |
| november 25. | Christian Fechner      | francia producer, filmrendező                                   | 064 |                 |
| november 25. | Jeszenszky Béla Tibor  | zenész („Flipper Öcsi”)                                         | 046 |                 |
| november 25. | Kónya Ádám             | helytörténész                                                   | 073 |                 |
| november 24. | Sulyok Imre            | Liszt-díjas zeneszerző, orgonaművész                            | 096 |                 |
| november 24. | Matilde Ucelay         | spanyol építész                                                 | 86  |                 |
| november 23. | Horák Nóra             | tanuló, egy kiskunlacházi gyilkosság áldozata                   | 014 |                 |
| november 22. | Ibrahim Nazir          | a Maldív-szigetek elnöke (1968-1978)                            | 082 |                 |
| november 20. | Bogdán Emil            | állatorvos, politikus, a MIÉP alelnöke, országgyűlési képviselő | 087 |                 |
| november 20. | Borisz Fjodorov        | orosz közgazdász és politikus                                   | 050 |                 |
| november 20. | Jan Machulski          | lengyel színész, színházi rendező                               | 080 |                 |
| november 20. | Takáts Gyula           | Kossuth-díjas költő, író, műfordító                             | 097 |                 |
| november 19. | John Michael Hayes     | Oscar-díjra jelölt amerikai forgatókönyvíró (Hátsó ablak)       | 089 |                 |
| november 19. | Bielek József          | Budapest Főváros Tanácsa elnöke 1989–1990-ig                    | 075 |                 |
| november 17. | Ennio De Concini       | Oscar-díjas olasz forgatókönyvíró                               | 085 |                 |
| november 16. | Gyurkovics Tibor       | Kossuth-díjas költő, író, publicista                            | 076 |                 |
| november 15. | Christel Goltz         | német operaénekesnő                                             | 096 |                 |
| november 14. | Cvetanka Hrisztova     | világbajnok bolgár diszkoszvetőnő                               | 046 |                 |
| november 13. | Vázsonyi Vilmos        | művészettörténész                                               | 072 |                 |
| november 12. | Mitch Mitchell         | amerikai zenész, a Jimi Hendrix Experience trió dobosa          | 061 |                 |
| november 11. | Hetényi István         | közgazdász, 1980–1986 között pénzügyminiszter                   | 082 |                 |
| november 11. | María Elena Marqués    | mexikói színésznő, énekesnő, politikus                          | 081 |                 |
| november 10. | Farsang Endre          | labdarúgó, sportvezető (Újpesti Dózsa)                          | 079 |                 |
| november 10. | Miriam Makeba          | dél-afrikai énekesnő, polgárjogi aktivista                      | 076 |                 |
| november 9.  | Stanislaw Rózewicz     | lengyel filmrendező és író                                      | 084 |                 |
| november 9.  | Tunyogi Péter          | énekes, a P. Mobil együttes egykori tagja                       | 061 | [ halott link ] |
| november 8.  | Hugh Cook              | új-zélandi sci-fi és fantasy író                                | 052 |                 |
| november 8.  | Fazekas Ferenc         | matematikus                                                     | 085 |                 |
| november 7.  | Mieczysław Rakowski    | lengyel miniszterelnök 1988–1989 között                         | 082 |                 |
| november 6.  | Larry James            | olimpiai aranyérmes amerikai atléta                             | 061 |                 |
| november 4.  | Michael Crichton       | amerikai író                                                    | 066 |                 |
| november 4.  | Juan Camilo Mouriño    | mexikói közgazdász, politikus                                   | 037 | –               |
| november 2.  | Elijah Mudenda         | Zambia egykori miniszterelnöke (1975-1977)                      | 071 |                 |
| november 1.  | Jimmy Carl Black       | amerikai rock és Rhythm and blueszenész                         | 070 |                 |
| november 1.  | Györgydeák György      | grafikus, képzőművész                                           | 050 |                 |
| november 1.  | Nathaniel Mayer        | amerikai rhythm and blues-zenész                                | 064 |                 |
| november 1.  | Jacques Piccard        | belga származású svájci oceanográfus és felfedező               | 086 |                 |
| november 1.  | Yma Sumac              | perui származású amerikai opera-énekesnő, szoprán               | 086 |                 |

## Október
| Dátum       | Név                               | Foglalkozás / tisztség                                                      | Kor | Forrás          |
| ----------- | --------------------------------- | --------------------------------------------------------------------------- | --- | --------------- |
| október 31. | Hollán Zsuzsa                     | orvos, hematológus, az MTA rendes tagja                                     | 087 |                 |
| október 31. | Studs Terkel                      | amerikai újságíró                                                           | 096 |                 |
| október 30. | Máté János                        | labdarúgó (Győri Vasas ETO)                                                 | 072 |                 |
| október 29. | William Wharton                   | amerikai író                                                                | 082 |                 |
| október 29. | Bodnár György                     | irodalomtörténész                                                           | 081 |                 |
| október 29. | Kerényi Ferenc                    | irodalomtörténész                                                           | 064 |                 |
| október 28. | Vay Ilus                          | magyar színésznő                                                            | 085 |                 |
| október 28. | Dina Cocea                        | román színésznő                                                             | 095 |                 |
| október 28. | Paul Pesthy                       | magyar származású olimpiai ezüstérmes (1964) amerikai öttusázó              | 070 |                 |
| október 27. | Ezekiel Mphahlele                 | dél-afrikai író                                                             | 088 |                 |
| október 26. | Delneky Gábor                     | olimpiai bajnok kardvívó                                                    | 076 |                 |
| október 26. | Jakó Zsigmond Pál                 | erdélyi magyar történész, az MTA tiszteleti tagja                           | 092 |                 |
| október 26. | Kósa László                       | labdarúgó                                                                   | 046 |                 |
| október 26. | Kovács Ágnes Anna                 | színésznő                                                                   | 033 |                 |
| október 25. | Müslüm Maqomayev                  | szovjet-azeri popénekes                                                     | 066 |                 |
| október 25. | Anne Pressly                      | amerikai színésznő, televíziós bemondó                                      | 026 |                 |
| október 25. | Estelle Reiner                    | amerikai színésznő, énekesnő                                                | 094 |                 |
| október 24. | Helmut Zilk                       | osztrák politikus, Bécs főpolgármestere (1984-1994)                         | 081 |                 |
| október 24. | Bálint Ágnes                      | író-szerkesztő-dramaturg, a Magyar Televízió első gyermekműsor-szerkesztője | 086 |                 |
| október 23. | Csuvik Oszkár                     | olimpiai ezüstérmes vízilabdázó                                             | 083 |                 |
| október 23. | Ivo Pukanić                       | horvát újságíró, politikus                                                  | 047 |                 |
| október 23. | Sándor Judit                      | Kossuth-díjas operaénekes                                                   | 085 |                 |
| október 22. | Zichy Péter                       | jogász, emlékiratíró                                                        | 083 | –               |
| október 21. | Balla Zoltán                      | tőrvívó, orvos                                                              | 051 |                 |
| október 20. | Daniel Aguillon                   | mexikói ökölvívó                                                            | 024 | [ halott link ] |
| október 20. | Buss Gyula                        | színművész                                                                  | 081 |                 |
| október 20. | Emmanuelle nővér                  | francia-belga Sion-rendi apáca, szociális-karitatív munkás                  | 099 |                 |
| október 19. | Richard Blackwell                 | művésznevén: Mr. Blackwell, divatkritikus (rosszul öltöző sztárok)          | 086 |                 |
| október 19. | Marilyn Ferguson                  | amerikai író                                                                | 070 |                 |
| október 18. | Xie Jin                           | kínai filmrendező                                                           | 084 |                 |
| október 17. | Major László                      | nagykövet, külpolitikai újságíró                                            | 064 |                 |
| október 17. | Levi Stubbs                       | soulénekes, a Four Tops énekese                                             | 072 |                 |
| október 15. | Edie Adams                        | amerikai énekesnő, színésznő                                                | 081 |                 |
| október 15. | Várkonyi Péter                    | egykori külügyminiszter (1983–89)                                           | 077 |                 |
| október 14. | Fábián László                     | pedagógus, iskolaalapító                                                    | 088 | –               |
| október 13. | Alekszej Cserepanov               | orosz jégkorongozó, az Avangard Omszk játékosa                              | 019 |                 |
| október 13. | Guillaume Depardieu               | César-díjas francia színész                                                 | 037 |                 |
| október 12. | Pán Márta                         | szobrászművész                                                              | 085 |                 |
| október 11. | Jörg Haider                       | osztrák politikus, Karintia kormányzója                                     | 058 |                 |
| október 11. | Meskó Attila                      | geofizikus, egyetemi tanár, az MTA rendes tagja és főtitkára                | 068 |                 |
| október 11. | Neal Hefti                        | amerikai dzsessztrombitás és zeneszerző                                     | 085 |                 |
| október 10. | Hollós Ervin                      | politikus                                                                   | 085 |                 |
| október 10. | Alekszej Prokurorov               | olimpiai bajnok orosz sífutó                                                | 044 |                 |
| október 9.  | Horváth György                    | állatorvos, egyetemi rektorhelyettes, egyetemi tanár                        | 080 |                 |
| október 8.  | George Emil Palade                | román származású amerikai Nobel-díjas orvos                                 | 095 |                 |
| október 7.  | Fodor Géza                        | dramaturg, zenekritikus                                                     | 065 | [ halott link ] |
| október 7.  | Rajna Mária                       | színművész                                                                  | 089 | [ halott link ] |
| október 6.  | Paavo Haavikko                    | finn költő                                                                  | 077 |                 |
| október 6.  | Miroslav Koranda                  | olimpiai bajnok (1952) cseh evezős                                          | 073 |                 |
| október 6.  | Nadia Nerina                      | dél-afrikai balett-táncos                                                   | 080 |                 |
| október 5.  | Kim Chan                          | kínai származású amerikai karakterszínész (Halálos Fegyver 4)               | 091 |                 |
| október 5.  | Lloyd Thaxton                     | amerikai rendező, színész, a Tiger Beat magazin társalapítója               | 081 |                 |
| október 5.  | Marton László                     | Munkácsy Mihály-díjas és Kossuth-díjas szobrászművész                       | 082 |                 |
| október 5.  | Hans Richter                      | német gyermekszínész, színész                                               | 089 |                 |
| október 3.  | Manninger Jenő                    | kézsebész, egyetemi tanár                                                   | 090 |                 |
| október 3.  | Johnny "J" (Johnny (Lee) Jackson) | amerikai zenei producer, Tupac Shakur producere                             | 039 |                 |
| október 3.  | Albert Györgyi                    | újságíró                                                                    | 044 |                 |
| október 2.  | Cshö Dzsinsil                     | Paeksang Arts Awards-díjas dél-koreai színésznő                             | 039 |                 |
| október 2.  | Csiki László                      | erdélyi író, költő                                                          | 063 |                 |
| október 2.  | Téri Tibor                        | táncos, koreográfus, a Magyar Táncművészek Szövetségének első főtitkára     | 095 |                 |
| október 1.  | György Lajos                      | kutatóorvos, a magyar ökológiai mozgalom egyik alapítója                    | 082 |                 |
| október 1.  | Daphney Hlomuka                   | dél-afrikai színésznő                                                       | 059 |                 |
| október 1.  | Borisz Jefimov                    | orosz karikaturista                                                         | 108 |                 |

## Szeptember
| Dátum          | Név                   | Foglalkozás / tisztség                                                                                               | Kor | Forrás |
| -------------- | --------------------- | --- | --- | ------ |
| szeptember 29. | Elekes György         | matematikus, informatikus, egyetemi tanár                                                                            | 059 |        |
| szeptember 29. | Luis Souza Ferreira   | perui válogatott labdarúgó                                                                                           | 099 | –      |
| szeptember 29. | Konsztantin Pavlov    | bolgár költő | 074 |        |
| szeptember 27. | Antal László          | közgazdász | 065 |        |
| szeptember 26. | Jászai Jolán          | színésznő, tanítónő                                                                                                  | 101 |        |
| szeptember 26. | Kalocsay Géza         | világbajnoki ezüstérmes labdarúgó, edző                                                                              | 095 |        |
| szeptember 26. | Paul Newman           | Oscar-díjas amerikai színész                                                                                         | 083 |        |
| szeptember 25. | Moses Olsen           | grönlandi költő és politikus                                                                                         | 070 |        |
| szeptember 24. | Nagy Sz. Péter        | irodalomtörténész, tanár                                                                                             | 065 | –      |
| szeptember 23. | Sonja Savic           | szerb színésznő | 047 |        |
| szeptember 23. | Illovszky Rudolf      | labdarúgó, edző, szövetségi kapitány                                                                                 | 086 |        |
| szeptember 22. | Hans-Jürgen Steinmann | német író | 079 |        |
| szeptember 21. | Zoltai Dénes          | zeneesztéta | 080 |        |
| szeptember 19. | Rentoul Ferenc        | A BBC magyar adásának vezetője                                                                                       | 093 |        |
| szeptember 18. | Mauricio Kagel        | argentin zeneszerző                                                                                                  | 076 |        |
| szeptember 18. | Florestano Vancini    | olasz filmrendező (Polip)                                                                                            | 082 |        |
| szeptember 17. | Inga Fischer-Hjalmars | svéd fizikus, kémikus                                                                                                | 090 | –      |
| szeptember 16. | Szőke Amália          | erdélyi magyar geológiai, művelődéstörténeti szakíró, műfordító                                                      | 079 |        |
| szeptember 15. | Richard Wright        | brit rockzenész, a Pink Floyd billentyűse és alapító tagja                                                           | 065 |        |
| szeptember 14. | Fábián Pál            | nyelvész, „a mai magyar helyesírás atyja”                                                                            | 085 |        |
| szeptember 14. | Gennagyij Trosev      | orosz tábornok, az észak-kaukázusi orosz erők egykori parancsnoka                                                    | 061 |        |
| szeptember 12. | Hantai Simon          | magyar származású francia festő                                                                                      | 085 |        |
| szeptember 12. | Novakovszky László    | válogatott kosárlabdázó, az 1948-as londoni olimpiai játékokon a magyar válogatott kapitánya, nemzetközi játékvezető | 085 |        |
| szeptember 12. | Zsigmond Ferenc       | erdélyi magyar emlékíró                                                                                              | 089 | –      |
| szeptember 11. | Barta Gyula           | szlovákiai magyar költő                                                                                              | 085 |        |
| szeptember 9.  | Konfár Gyula          | festő | 075 |        |
| szeptember 9.  | Jacob Lekgetho        | dél-afrikai válogatott labdarúgó                                                                                     | 034 |        |
| szeptember 9.  | Nouhak Phoumsavanh    | Laosz elnöke 1992–1998 között                                                                                        | 098 |        |
| szeptember 8.  | Hector Zazou          | francia zeneszerző, zenei producer                                                                                   | 060 |        |
| szeptember 7.  | Noda Nagi             | japán képzőművész | 034 | –      |
| szeptember 6.  | Anita Page            | amerikai színésznő (The Broadway Melody)                                                                             | 098 |        |
| szeptember 5.  | Németh G. Béla        | irodalomtörténész, az MTA rendes tagja                                                                               | 083 |        |
| szeptember 3.  | Garai István          | közéleti személyiség, az Országos Fogyasztóvédelmi Egyesület elnöke                                                  | 058 |        |
| szeptember 3.  | Joan Segarra          | spanyol válogatott labdarúgó, edző                                                                                   | 080 |        |
| szeptember 3.  | Szauter Rudolf        | gépészmérnök, országgyűlési képviselő                                                                                | 064 |        |
| szeptember 2.  | Bill Meléndez         | amerikai filmrendező, producer                                                                                       | 091 |        |
| szeptember 1.  | Don LaFontaine        | amerikai szinkronszínész                                                                                             | 068 |        |
| szeptember 1.  | Román József          | esztéta, művészettörténész                                                                                           | 095 |        |
| szeptember 1.  | Tomáš Jan Baťa        | cseh származású kanadai üzletember                                                                                   | 093 |        |

## Augusztus
| Dátum         | Név                      | Foglalkozás / tisztség                                 | Kor | Forrás          |
| ------------- | ------------------------ | ------------------------------------------------------ | --- | --------------- |
| augusztus 29. | Heinz Wewers             | nyugatnémet válogatott német labdarúgó, edző           | 081 |                 |
| augusztus 28. | Phil Hill                | amerikai autóversenyző, 1961 Formula–1-es világbajnoka | 081 |                 |
| augusztus 27. | Schäffer Judit           | Kossuth-díjas jelmeztervező                            | 077 |                 |
| augusztus 25. | Marpessa Dawn            | amerikai származású francia színésznő                  | 074 |                 |
| augusztus 24. | Tad Mosel                | Pulitzer-díjas amerikai drámaíró                       | 086 |                 |
| augusztus 23. | Thomas Huckle Weller     | Nobel-díjas amerikai orvos                             | 093 |                 |
| augusztus 20. | Hua Kuo-feng             | kínai politikus, miniszterelnök                        | 088 |                 |
| augusztus 19. | Gidai Erzsébet           | közgazdász, egyetemi tanár, országgyűlési képviselő    | 068 |                 |
| augusztus 19. | Egon Jux                 | német építész                                          | 081 | –               |
| augusztus 19. | Habib Mijan              | a világ legidősebbnek feltételezett embere             | 139 |                 |
| augusztus 19. | Diane Webber             | amerikai fotómodell, táncos, színész                   | 076 |                 |
| augusztus 19. | Levy Mwanawasa           | Zambia elnöke (2002–2008)                              | 059 |                 |
| augusztus 18. | Thoma József             | Kossuth-díjas építész                                  | 086 |                 |
| augusztus 18. | Garamvölgyi Lajos        | labdarúgó, edző                                        | 056 |                 |
| augusztus 17. | Rédei Károly             | nyelvész, egyetemi tanár, az MTA tiszteleti tagja      | 076 |                 |
| augusztus 17. | Franco Sensi             | olasz üzletember, az AS Roma elnöke                    | 082 |                 |
| augusztus 17. | František Zvarík         | szlovák színész, opera- és népdalénekes                | 087 |                 |
| augusztus 16. | Dorival Caymmi           | brazil énekes és szövegíró                             | 094 |                 |
| augusztus 16. | Ronnie Drew              | ír folkénekes, -gitáros (The Dubliners)                | 073 |                 |
| augusztus 16. | Lucrecia Kasilag         | Fülöp-szigeteki zongorista, zeneszerző                 | 089 | –               |
| augusztus 15. | Jerry Wexler             | amerikai zenei producer                                | 091 |                 |
| augusztus 14. | Keserű János             | magyar agrármérnök, politikus                          | 082 |                 |
| augusztus 13. | Henri Cartan             | francia matematikus                                    | 104 |                 |
| augusztus 11. | Anatolij Hrapatij        | olimpiai bajnok (1988) szovjet-kazah súlyemelő         | 044 |                 |
| augusztus 11. | Fred Sinowatz            | osztrák politikus, kancellár (1983–1986)               | 079 |                 |
| augusztus 10. | Isaac Hayes              | amerikai zenész és színész                             | 066 |                 |
| augusztus 10. | Howard G. Minsky         | amerikai producer (Love Story)                         | 094 |                 |
| augusztus 9.  | Bernie Mac               | amerikai színész és humorista                          | 051 |                 |
| augusztus 9.  | Radek Suchomel           | Európa-bajnok cseh testépítő                           | 032 |                 |
| augusztus 7.  | Andrea Pininfarina       | olasz autótervező                                      | 051 |                 |
| augusztus 5.  | Neil Bartlett            | brit-amerikai kémikus                                  | 075 | –               |
| augusztus 5.  | Győrvári János           | színművész                                             | 087 | [ halott link ] |
| augusztus 5.  | Robert Hazard            | amerikai rockzenész, énekes, dalszerző                 | 059 |                 |
| augusztus 4.  | Craig Jones              | brit motorversenyző                                    | 023 |                 |
| augusztus 4.  | Johny Thio               | Európa-bajnoki bronzérmes (1972) belga labdarúgó       | 063 |                 |
| augusztus 3.  | Alekszandr Szolzsenyicin | Nobel-díjas orosz író                                  | 089 |                 |
| augusztus 2.  | Gerevich György          | vívó, a Budapesti Vasas SC vívóedzője                  | 062 |                 |
| augusztus 1.  | Seprődi Kiss Attila      | televíziós és színházi rendező                         | 067 |                 |

## Július
| Dátum      | Név                         | Foglalkozás / tisztség                                          | Kor | Forrás |
| ---------- | --------------------------- | --------------------------------------------------------------- | --- | ------ |
| július 31. | Koós László                 | magyar bajnok labdarúgó                                         | 075 |        |
| július 31. | Mohácsy Károly              | irodalomtörténész és pedagógus                                  | 083 |        |
| július 31. | Lee Young                   | amerikai jazz dobos, Lester Young bátyja                        | 094 |        |
| július 29. | Mate Parlov                 | olimpiai bajnok (1972) jugoszláv-horvát ökölvívó                | 059 |        |
| július 27. | Youssef Chahine             | egyiptomi színész, forgatókönyvíró, filmrendező                 | 082 | –      |
| július 27. | Russell Johnston            | az Európa Tanács parlamenti közgyűlésének elnöke                | 076 |        |
| július 27. | Marisa Merlini              | olasz színésznő                                                 | 084 |        |
| július 27. | Werner Rosenbaum            | olimpiai bronzérmes (1956) német gyeplabdázó                    | 081 |        |
| július 27. | Tuza József                 | világbajnoki ezüstérmes kenus                                   | 082 |        |
| július 26. | Bruna Colombetti-Peroncini  | olimpiai bronzérmes (1960) olasz vívónő                         | 072 |        |
| július 25. | Győri László                | labdarúgó-játékvezető                                           | 067 |        |
| július 24. | Pék Pál                     | költő                                                           | 068 |        |
| július 22. | Marcello Baldi              | olasz filmrendező                                               | 084 |        |
| július 22. | Estelle Getty               | amerikai színésznő (Öreglányok)                                 | 085 |        |
| július 21. | El Kazovszkij               | Kossuth-díjas orosz származású magyar festőművész               | 060 |        |
| július 19. | Dercy Goncalves             | brazil színésznő és humorista                                   | 101 |        |
| július 16. | Dénes József                | zenész, a Balaton és az Európa Kiadó egykori szólógitárosa      | 051 |        |
| július 16. | Tosia Malamud               | ukrán származású mexikói szobrász                               | 085 |        |
| július 16. | Jo Stafford                 | amerikai énekesnő                                               | 090 |        |
| július 15. | Kolonics György             | olimpiai bajnok kenus                                           | 036 |        |
| július 15. | Gionata Mingozzi            | olasz labdarúgó                                                 | 023 |        |
| július 14. | Teta Lando                  | angolai zenész                                                  | 060 |        |
| július 14. | Hugh Lloyd                  | angol színész (Csengetett, Mylord?)                             | 085 |        |
| július 14. | Soós Edit                   | színésznő                                                       | 074 |        |
| július 13. | Bronisław Geremek           | lengyel politikus, történész, egyetemi tanár                    | 076 |        |
| július 13. | Rudolf Nafziger             | német labdarúgó                                                 | 062 |        |
| július 13. | Madaras Vilma               | színésznő                                                       | 088 |        |
| július 12. | Nemes Krisztián             | az MH PRT tűzszerész részlegének parancsnoka, posztumusz őrnagy | 032 |        |
| július 12. | Olive Riley                 | a világ legidősebb bloggere                                     | 108 |        |
| július 11. | Michael E. DeBakey          | amerikai szívsebész                                             | 099 |        |
| július 6.  | Nonna Viktorovna Morgyukova | Nyika-díjas szovjet-orosz színésznő                             | 082 |        |
| július 5.  | Hasan Doğan                 | török sportvezető                                               | 052 |        |
| július 5.  | René Harris                 | naurui politikus, elnök                                         | 060 |        |
| július 5.  | Nakahara Nobuko             | japán építész                                                   | 079 | –      |
| július 5.  | Puja Frigyes                | politikus, külügyminiszter                                      | 087 |        |
| július 4.  | Szalmásy Tamás              | labdarúgó, edző, sportvezető                                    | 062 |        |
| július 4.  | Jesse Helms                 | amerikai politikus, szenátor                                    | 086 |        |
| július 4.  | Evelyn Keyes                | amerikai színésznő (Elfújta a szél, 1939 )                      | 091 |        |
| július 4.  | Charles Wheeler             | angol újságíró                                                  | 085 |        |
| július 3.  | Ernie Cooksey               | angol labdarúgó                                                 | 028 |        |
| július 3.  | Örley Tamás                 | magyar születésű amerikai kardvívó, vegyész                     | 074 |        |
| július 2.  | Natasha Shneider            | szovjet származású amerikai zenész és színésznő                 | 52  |        |

## Június
| Dátum      | Név                      | Foglalkozás / tisztség                                                      | Kor | Forrás |
| ---------- | ------------------------ | --------------------------------------------------------------------------- | --- | ------ |
| június 29. | Hans Caninenberg         | német színész                                                               | 095 |        |
| június 29. | Don S. Davis             | amerikai színész                                                            | 065 |        |
| június 27. | Vinicio Gómez            | guatemalai politikus, belügyminiszter (2008)                                | 048 |        |
| június 27. | Michael Turner           | amerikai képregényrajzoló                                                   | 037 |        |
| június 26. | Varnusz Egon             | FIDE sakkmester, sakk-mesteredző, neves sakk-szakíró                        | 074 |        |
| június 24. | Pinkas Braun             | svájci színész                                                              | 085 |        |
| június 24. | Leonid Hurwicz           | orosz származású amerikai Nobel-díjas közgazdász                            | 090 |        |
| június 24. | Lőrincz Balázs           | az első magyar szívátültetett gyerek                                        | 09  |        |
| június 24. | Józef Szajna             | lengyel rendező és festőművész                                              | 086 |        |
| június 23. | Arthur Chung             | Guyana első elnöke 1970-1980 között                                         | 090 |        |
| június 22. | George Carlin            | amerikai humorista                                                          | 071 |        |
| június 22. | Dody Goodman             | amerikai színésznő (Csobbanás)                                              | 093 |        |
| június 22. | Osztojkán Béla           | író, újságíró, közéleti személyiség                                         | 060 |        |
| június 21. | Kermit Love              | amerikai bábkészítő (Szezám utca, Muppet-show)                              | 091 |        |
| június 20. | Ignácz Zoltán            | főhadnagy, a Magyar Légierő pilótája                                        | 031 |        |
| június 20. | Janicsek András          | alezredes, a Magyar Légierő pilótája                                        | 042 |        |
| június 18. | Jean Delannoy            | francia filmrendező                                                         | 100 |        |
| június 17. | Henry Beckman            | kanadai színész                                                             | 086 |        |
| június 17. | Cyd Charisse             | amerikai táncos- és színésznő                                               | 086 |        |
| június 17. | Davey Lee                | amerikai gyerekszínész                                                      | 083 |        |
| június 16. | Gareth Jones             | walesi rugby játékos                                                        | 028 |        |
| június 15. | Stan Winston             | Oscar-díjas amerikai smink és maszkmester, látványtervező                   | 062 |        |
| június 14. | Földes Lili              | újságíró, Földes Andor zeneszerző özvegye                                   | 096 |        |
| június 13. | Tim Russert              | amerikai újságíró                                                           | 058 |        |
| június 13. | Claudiu Marius Covrig    | őrvezető, a román hadsereg 7. afganisztáni harcokban elesett PRT-s katonája | 029 |        |
| június 12. | Bauer Miklós             | ügyvéd, államvédelmi kihallgatótiszt                                        | 087 |        |
| június 12. | Major János              | Munkácsy Mihály-díjas grafikus                                              | 074 |        |
| június 12. | Stahl János              | matematikus                                                                 | 069 | –      |
| június 11. | Jean Desailly            | francia színész (A profi)                                                   | 087 |        |
| június 11. | Komlóssy Imre            | labdarúgó, edző                                                             | 081 |        |
| június 11. | Võ Văn Kiệt              | vietnámi politikus, miniszterelnök (1991–1997)                              | 085 | –      |
| június 10. | Hap Magda                | vágó                                                                        | 068 |        |
| június 10. | Eliot Asinof             | amerikai sportújságíró                                                      | 089 |        |
| június 10. | Csingiz Ajtmatov         | kirgiz író, diplomata                                                       | 079 |        |
| június 10. | Kovács Gyula             | magyar katona, tűzszerész                                                   | 030 |        |
| június 9.  | Karen Asrian             | örmény sakknagymester                                                       | 028 |        |
| június 9.  | Algis Budrys             | litván származású amerikai sci-fi-író                                       | 077 |        |
| június 9.  | Josef Minsch             | svájci síelő                                                                | 066 |        |
| június 8.  | Šaban Bajramović         | szerbiai cigány énekes dalszerző                                            | 072 |        |
| június 7.  | Dino Risi                | olasz filmrendező                                                           | 091 |        |
| június 7.  | Horst Skoff              | osztrák teniszező                                                           | 039 |        |
| június 7.  | Musztafa Kalil           | egyiptomi politikus, kormányfő (1978–1980)                                  | 088 |        |
| június 6.  | Sánta Ferenc             | Kossuth-díjas író                                                           | 080 |        |
| június 6.  | Dwight White             | amerikai labdarúgó                                                          | 058 |        |
| június 6.  | Péter László             | történész, egyetemi tanár, az MTA külső tagja                               | 079 |        |
| június 4.  | Agata Mróz-Olszewska     | Európa-bajnok (2003 és 2005) lengyel röplabdázó                             | 026 |        |
| június 4.  | Bengt Westerlund         | svéd csillagász, asztrofizikus                                              | 087 |        |
| június 3.  | Halda Alíz               | tanár, politikus (SZDSZ)                                                    | 080 |        |
| június 3.  | Szántó János             | politikus (MSZP), Bicske polgármestere, országgyűlési képviselő             | 058 |        |
| június 2.  | Bo Diddley               | amerikai rock & roll és blues zenész                                        | 079 |        |
| június 2.  | Fejtő Ferenc             | Széchenyi-díjas író, történész                                              | 098 |        |
| június 2.  | Mel Ferrer               | amerikai színész                                                            | 090 |        |
| június 2.  | Hegedűs Frigyes          | öttusázó, szövetségi kapitány                                               | 088 |        |
| június 2.  | Naganuma Ken             | japán labdarúgó, olimpikon (1956)                                           | 077 |        |
| június 1.  | Földvári Géza            | rádiós és televíziós újságíró                                               | 068 |        |
| június 1.  | Tomi Lapid (Yosef Lapid) | magyar származású izraeli politikus                                         | 076 |        |
| június 1.  | Molnár Margit            | tv-riporter és műsorvezető                                                  | 076 |        |
| június 1.  | Yves Saint-Laurent       | francia divattervező                                                        | 071 |        |

## Május
| Dátum     | Név                                    | Foglalkozás / tisztség                                                                | Kor | Forrás          |
| --------- | -------------------------------------- | ------------------------------------------------------------------------------------- | --- | --------------- |
| május 30. | Mezei András                           | József Attila-díjas író, költő                                                        | 077 |                 |
| május 30. | William Eldridge Odom                  | amerikai altábornagy, a Nemzetbiztonsági Hivatal vezetője (1985–1988)                 | 075 |                 |
| május 30. | Borisz Sahlin                          | többszörös olimpiai bajnok (1956; 1960; 1964) szovjet-ukrán tornász                   | 076 |                 |
| május 29. | Harvey Korman                          | amerikai színész                                                                      | 081 |                 |
| május 29. | Ronald Anthony Parise                  | olasz származású amerikai tudós, űrhajós                                              | 056 |                 |
| május 27. | Gerzson Pál                            | Munkácsy-díjas festőművész                                                            | 077 |                 |
| május 27. | Franz Künstler                         | magyar-német katona, a Monarchia utolsó ismert I. világháborús veteránja              | 107 |                 |
| május 27. | Solymos Ede                            | etnográfus                                                                            | 082 |                 |
| május 26. | Sydney Pollack                         | Oscar-díjas amerikai filmrendező                                                      | 073 |                 |
| május 25. | Nedeczky László                        | vívó                                                                                  | 095 |                 |
| május 24. | Tano Cimarosa                          | olasz színész                                                                         | 086 |                 |
| május 24. | Robert Knox                            | angol gyerekszínész                                                                   | 018 |                 |
| május 24. | Bukhuti Gurgenidze                     | grúz sakknagymester                                                                   | 074 |                 |
| május 23. | Cornell Capa                           | magyar származású amerikai fotóművész                                                 | 090 |                 |
| május 23. | Heinz Kwiatkowski                      | nyugatnémet válogatott világbajnok német labdarúgó                                    | 081 |                 |
| május 22. | Jack Mildren                           | amerikai politikus, labdarúgó                                                         | 058 |                 |
| május 22. | Charlie Booth                          | ausztrál atléta                                                                       | 104 |                 |
| május 20. | Raksányi Gellért                       | Kossuth-díjas színész, a Nemzet Színésze                                              | 082 |                 |
| május 20. | Ali Sadikin                            | indonéziai politikus, Jakarta kormányzója (1966–1977)                                 | 080 |                 |
| május 20. | Joachim Erwin                          | német politikus, Düsseldorf főpolgármestere (1999–2008)                               | 058 |                 |
| május 18. | Bodnár István                          | rendező                                                                               | 057 | [ halott link ] |
| május 18. | Jonathan James                         | amerikai etikus hacker                                                                | 024 |                 |
| május 18. | Joseph Pevney                          | amerikai színész, rendező, producer                                                   | 096 |                 |
| május 16. | Kármán György                          | orgonaművész, zeneszerző                                                              | 075 |                 |
| május 15. | Alexander Courage                      | amerikai filmzeneszerző                                                               | 088 |                 |
| május 15. | Hertelendy Hanna                       | magyar-amerikai színésznő                                                             | 088 |                 |
| május 15. | Willis E. Lamb                         | amerikai Nobel-díjas fizikus                                                          | 094 |                 |
| május 15. | Tommy Burns                            | skót labdarúgó                                                                        | 051 |                 |
| május 13. | John Phillip Law                       | amerikai színész (A Z rohamosztag)                                                    | 070 |                 |
| május 13. | Szád al-Abdallah asz-Szálim asz-Szabáh | kuvaiti emír (2006)                                                                   | 078 |                 |
| május 13. | Bernardin Gantin                       | benini bíboros, a Bíborosi Kollégium dékánja                                          | 086 |                 |
| május 12. | Simion Pop                             | román író, újságíró, Románia budapesti nagykövete (1990–1992)                         | 077 |                 |
| május 12. | Robert Rauschenberg                    | amerikai pop-art művész                                                               | 082 |                 |
| május 12. | Irena Sendler                          | lengyel humanitárius, 2500 zsidó gyereket mentett ki a varsói gettóból                | 098 |                 |
| május 12. | Claudio Undari                         | olasz (szicíliai) színész                                                             | 075 |                 |
| május 12. | Burton Zucker                          | amerikai színész, David és Jerry Zucker édesapja                                      | 092 |                 |
| május 11. | Mikó József                            | magyar származású amerikai fényképész, „56 fotósa”                                    | 087 |                 |
| május 10. | Jessica Jacobs                         | ausztrál színésznő-énekesnő, A Fenyvesvölgyi kalandok Melanie-ja                      | 017 |                 |
| május 10. | Paul Wild (John Paul Wild)             | angol-ausztrál csillagász, rádiócsillagász                                            | 084 |                 |
| május 8.  | Murray Jarvik                          | a dohányzás elleni harc egyik első amerikai úttörője, a nikotintapasz társfeltalálója | 084 |                 |
| május 7.  | Zerkula János                          | erdélyi magyar népzenész, hegedűművész                                                | 081 |                 |
| május 6.  | Gencsy Sári                            | operaénekes, szoprán                                                                  | 083 |                 |
| május 5.  | Sam Aubrey                             | amerikai kosárlabdázó                                                                 | 085 |                 |
| május 5.  | Pak Kjongni                            | dél-koreai írónő                                                                      | 081 |                 |
| május 5.  | Witold Woyda                           | olimpiai bajnok (1972) lengyel tőrvívó                                                | 068 |                 |
| május 4.  | Trethon Judit                          | sci-fi-írónő                                                                          | 057 |                 |
| május 3.  | Leopoldo Calvo Sotelo                  | spanyol politikus, miniszterelnök                                                     | 082 |                 |
| május 2.  | Mildred Loving                         | amerikai polgárjogi aktivista, a rasszok közötti házassági tilalom megtámadója        | 068 |                 |
| május 1.  | Bernard Archard                        | brit színész                                                                          | 091 |                 |
| május 1.  | Anthony Mamo                           | máltai politikus, az ország első köztársasági elnöke                                  | 099 |                 |

## Április
| Dátum       | Név                    | Foglalkozás / tisztség                                                 | Kor | Forrás |
| ----------- | ---------------------- | ---------------------------------------------------------------------- | --- | ------ |
| április 29. | Chuck Daigh            | amerikai autóversenyző                                                 | 084 |        |
| április 29. | Albert Hofmann         | svájci vegyész, az LSD feltalálója                                     | 102 |        |
| április 29. | Mary G. Ross           | amerikai repülőgép-tervező mérnök                                      | 099 |        |
| április 28. | Marczis Demeter        | operaénekes, basszista                                                 | 076 |        |
| április 26. | Orbán Árpád            | olimpiai bajnok labdarúgó                                              | 070 |        |
| április 26. | Carmen Scarpitta       | olasz színésznő                                                        | 075 |        |
| április 25. | Milan Kangrga          | horvát filozófus, politikus                                            | 084 |        |
| április 25. | Humphrey Lyttelton     | angol jazz-zenész                                                      | 086 |        |
| április 21. | Komáromi Tibor         | válogatott labdarúgó                                                   | 077 |        |
| április 21. | Marcello Venturi       | olasz író, újságíró                                                    | 083 |        |
| április 20. | Turgonyi Pál           | színész                                                                | 089 |        |
| április 20. | Tariq Niazi            | pakisztáni gyeplabda játékos                                           | 068 |        |
| április 17. | Aimé Césaire           | francia író, költő és politikus                                        | 094 |        |
| április 16. | Edward Lorenz          | amerikai meteorológus, a káoszelmélet megalkotója                      | 090 |        |
| április 15. | Antal Imre             | zongoraművész, televíziós személyiség, a Magyar Televízió örökös tagja | 072 |        |
| április 15. | Fernand Jaccard        | svájci középpályás labdarúgó                                           | 100 |        |
| április 15. | Benoît Lamy            | belga filmrendező (Otthon, édes otthon), forgatókönyvíró, producer     | 062 |        |
| április 14. | Kemény István          | Széchenyi-díjas szociológus                                            | 082 |        |
| április 14. | Marisa Sannia          | olasz könnyűzenei énekesnő                                             | 061 | –      |
| április 13. | John Archibald Wheeler | Wolf-díjas amerikai fizikus                                            | 096 |        |
| április 12. | Dieter Eppler          | német színész (Tetthely)                                               | 061 |        |
| április 12. | Patrick Hillery        | ír politikus, köztársasági elnök (1976–90)                             | 084 |        |
| április 12. | Thassy Jenő            | író, újságíró, a Szabad Európa Rádió munkatársa                        | 087 |        |
| április 10. | Járási Ferenc          | szakszervezeti vezető                                                  | 049 |        |
| április 8.  | Benedek Árpád          | színész, rendező                                                       | 083 |        |
| április 8.  | Cedella Booker         | jamaicai énekes és író, Bob Marley édesanyja                           | 081 |        |
| április 8.  | Stanley Kamel          | amerikai színész                                                       | 065 |        |
| április 5.  | Herbert Breiteneder    | osztrák raliversenyző                                                  | 054 |        |
| április 5.  | Charlton Heston        | Oscar-díjas amerikai színész (Ben Hur)                                 | 084 |        |
| április 5.  | Pazaurek Dezső         | médiaszemélyiség, Dunaszekcső polgármestere                            | 057 |        |
| április 3.  | Torda Lajos            | bencés szerzetes                                                       | 096 |        |
| április 1.  | Baczakó Péter          | olimpiai bajnok súlyemelő                                              | 056 |        |

## Március
| Dátum       | Név                    | Foglalkozás / tisztség                                                        | Kor | Forrás |
| ----------- | ---------------------- | ----------------------------------------------------------------------------- | --- | ------ |
| március 31. | Nyikolaj Bajbakov      | orosz közgazdász, Sztálin legtovább élt minisztere                            | 097 |        |
| március 31. | Jules Dassin           | amerikai filmrendező                                                          | 096 |        |
| március 30. | Dith Pran              | kambodzsai újságíró, a Vörös khmerek népirtásának túlélője                    | 065 |        |
| március 27. | Markója Imre           | kommunista politikus, újságíró, a Magyar Népköztársaság Igazságügy-minisztere | 076 | ?      |
| március 27. | Jean-Marie Balestre    | francia sportvezető, az FIA elnöke                                            | 086 |        |
| március 26. | Manuel Marulanda Vélez | kolumbiai gerillavezér (Kolumbia Forradalmi Fegyveres Erői)                   | 077 |        |
| március 26. | Richard Widmark        | amerikai színész                                                              | 093 |        |
| március 25. | Abby Mann              | amerikai Oscar-díjas forgatókönyvíró                                          | 080 |        |
| március 24. | Rafael Azcona          | spanyol forgatókönyvíró (Vadnyugati Casanova)                                 | 081 |        |
| március 24. | Rapcsák Tamás          | matematikus, egyetemi tanár                                                   | 061 |        |
| március 24. | Richard Widmark        | amerikai színész                                                              | 093 |        |
| március 23. | ifj. Nagy Zoltán       | Kossuth-díjas balett-táncos                                                   | 042 |        |
| március 22. | Cachao                 | többszörös Grammy-díjas kubai nagybőgős, zenekarvezető                        | 089 | –      |
| március 21. | Gabriel París Gordillo | kolumbiai elnök (1957–1958)                                                   | 098 |        |
| március 21. | Raymond Leblanc        | belga kiadó                                                                   | 092 |        |
| március 20. | Ionuț Cosmin Sandu     | őrvezető, a román hadsereg 6. afganisztáni harcokban elesett katonája         | 029 |        |
| március 19. | Arthur C. Clarke       | angol sci-fi-író                                                              | 090 |        |
| március 19. | Hugo Claus             | belga író, festő                                                              | 078 |        |
| március 19. | Forgács Rezső          | médiaszemélyiség, Fehér Anettka férje                                         | 050 |        |
| március 19. | Paul Scofield          | Oscar-díjas angol színész                                                     | 086 |        |
| március 18. | Anthony Minghella      | Oscar-díjas angol filmrendező                                                 | 054 |        |
| március 15. | George David Low       | amerikai mérnök, űrhajós                                                      | 052 |        |
| március 14. | Chiara Lubich          | olasz katolikus aktivista, a Fokoláre mozgalom alapítója                      | 088 |        |
| március 12. | Erwin Geschonneck      | német színész                                                                 | 101 |        |
| március 12. | Illés Gyula            | szobrász, egyetemi tanár                                                      | 085 |        |
| március 12. | Németh Károly          | politikus, az Elnöki Tanács elnöke (1987–88)                                  | 085 |        |
| március 8.  | Zoltán Béla            | a Benkó Dixieland Band együttes trombitása                                    | 064 |        |
| március 7.  | Macskássy Katalin      | rajzfilmrendező, Macskássy Gyula lánya                                        | 065 |        |
| március 7.  | Francis Pym            | angol politikus, külügyminiszter                                              | 086 |        |
| március 6.  | Gustaw Holoubek        | lengyel színész és politikus                                                  | 085 |        |
| március 5.  | Kovács K. Zoltán       | író, politikus (DNP, KDNP)                                                    | 084 |        |
| március 5.  | Nyári Tibor            | labdarúgó (Szegedi AK, Szegedi EAC), edző                                     | 080 |        |
| március 5.  | Leonard Rosenman       | Oscar-díjas zeneszerző                                                        | 083 |        |
| március 4.  | Gary Gygax             | a szerepjáték egyik feltalálója                                               | 069 |        |
| március 3.  | Giuseppe Di Stefano    | olasz operaénekes                                                             | 086 |        |
| március 3.  | Kurnik Ernő            | agrármérnök, az MTA rendes tagja                                              | 094 |        |
| március 3.  | Maria Gabriela Llansol | portugál író, műfordító                                                       | 076 |        |
| március 3.  | Malcolm McKenna        | amerikai paleontológus                                                        | 077 |        |
| március 3.  | Annemarie Renger       | német politikus (SPD), a Bundestag első női elnöke (1972–1976)                | 088 |        |
| március 2.  | Pesovár Ernő           | Kossuth-díjas tánckoreográfus                                                 | 082 |        |
| március 2.  | Fogarasi István        | színész, gyártásvezető                                                        | 063 |        |
| március 1.  | Andrej Tyisszin        | az orosz kajak-kenu válogatott kapitánya                                      | 032 |        |
| március 1.  | Szegedi Molnár Géza    | színész, humorista                                                            | 069 |        |

## Február
| Dátum       | Név                     | Foglalkozás / tisztség                                          | Kor | Forrás          |
| ----------- | ----------------------- | --------------------------------------------------------------- | --- | --------------- |
| február 29. | Dési Ábel               | költő, prózaíró, kritikus, publicista                           | 079 |                 |
| február 28. | Mike Smith              | angol énekes, dalszerző (The Dave Clark Five)                   | 064 |                 |
| február 28. | Flórián Tibor           | Európa-bajnoki ezüstérmes röplabdázó                            | 070 |                 |
| február 27. | Mira Alečković          | szerb költő                                                     | 084 |                 |
| február 27. | Ivan Rebroff            | német-orosz énekes                                              | 076 |                 |
| február 26. | Dan Shomron             | izraeli tábornok, vezérkari főnök (1987–1991)                   | 070 |                 |
| február 25. | Ashley Cooper           | ausztrál autóversenyző                                          | 027 |                 |
| február 23. | Janez Drnovšek          | szlovén politikus, miniszterelnök, köztársasági elnök           | 057 |                 |
| február 23. | Paul Frère              | belga autóversenyző és újságíró                                 | 091 | –               |
| február 23. | Josep Palau i Fabre     | katalán költő                                                   | 090 |                 |
| február 22. | Rubens de Falco         | brazil szappanopera-színész (Isaura)                            | 076 |                 |
| február 21. | Szúfi Abu Táleb         | egyiptomi politikus, ügyvezető miniszterelnök (1981)            | 083 | –               |
| február 20. | Osvaldo Civirani        | olasz filmrendező, producer                                     | 090 |                 |
| február 19. | Lionel Bender           | amerikai nyelvész                                               | 073 | –               |
| február 19. | Natalja Besszmertnova   | orosz táncművész                                                | 066 |                 |
| február 19. | Fasang Árpád            | zongoraművész, UNESCO-nagykövet                                 | 065 |                 |
| február 19. | Szőke Miklós            | labdarúgóedző                                                   | 074 |                 |
| február 18. | Alain Robbe-Grillet     | francia író, a Francia Akadémia tagja                           | 085 |                 |
| február 16. | Donáth Ági              | színésznő                                                       | 089 |                 |
| február 16. | Mary Ann Shaffer        | amerikai író, szerkesztő, könyvkereskedő                        | 073 |                 |
| február 14. | Gulyás Gyula            | Kossuth-díjas szobrászművész                                    | 063 |                 |
| február 14. | Perry Lopez             | amerikai színész                                                | 076 |                 |
| február 14. | Csörgő Sándor           | matematikus, az MTA rendes tagja                                | 060 |                 |
| február 13. | Icsikava Kon            | japán filmrendező                                               | 092 |                 |
| február 13. | Henri Salvador          | francia előadóművész                                            | 090 |                 |
| február 12. | David Groh              | amerikai színész                                                | 068 |                 |
| február 12. | Badri Patarkacisvili    | grúz milliomos, a 2008. évi választások ellenzéki elnökjelöltje | 052 |                 |
| február 11. | ifj. Kodolányi János    | néprajzkutató                                                   | 085 |                 |
| február 11. | Patsy O'Connell Sherman | amerikai kémikus                                                | 077 |                 |
| február 11. | Tom Lantos              | magyar származású amerikai demokrata párti politikus            | 080 |                 |
| február 10. | Barna Sándor            | altábornagy, budapesti rendőrfőkapitány                         | 066 |                 |
| február 10. | Steve Gerber            | amerikai képregényíró, Howard, a kacsa megalkotója              | 060 |                 |
| február 10. | Ron Leavitt             | amerikai forgatókönyvíró (Rém Rendes Család)                    | 060 |                 |
| február 10. | Inga Nielsen            | Tagea Brandt Rejselegat-díjas dán operaénekesnő                 | 061 |                 |
| február 10. | Roy Scheider            | amerikai filmszínész (Cápa)                                     | 075 |                 |
| február 10. | Szőke György            | irodalomtörténész, pszichológus                                 | 073 | [ halott link ] |
| február 8.  | Eva Dahlbeck            | svéd színésznő                                                  | 087 | –               |
| február 7.  | Péter Gizi              | színésznő                                                       | 079 |                 |
| február 7.  | Andrew Bertie           | a Máltai lovagrend 78. nagymestere                              | 078 |                 |
| február 6.  | Tony Rolt               | brit autóversenyző, katona és mérnök                            | 089 | –               |
| február 5.  | Maharisi Mahes jógi     | indiai transzcendentális vallási vezető                         | 091 |                 |
| február 4.  | Gergely János           | orvos, az MTA rendes tagja                                      | 082 |                 |
| február 4.  | Stefan Meller           | lengyel diplomata, külügyminiszter                              | 065 |                 |
| február 3.  | Charley van de Weerd    | holland labdarúgó                                               | 086 |                 |
| február 2.  | Earl Butz               | amerikai politikus, mezőgazdasági miniszter                     | 098 |                 |
| február 2.  | Izsáki László           | labdarúgó (Győri ETO)                                           | 064 |                 |
| február 2.  | Joshua Lederberg        | Nobel-díjas amerikai biológus                                   | 082 |                 |
| február 2.  | Orszáczky Miklós        | zenész, a Syrius frontembere                                    | 059 |                 |
| február 1.  | Władysław Kawula        | lengyel labdarúgó                                               | 070 |                 |
| február 1.  | Záborszky János         | magyar származású amerikai gépészmérnök, az MTA külső tagja     | 093 |                 |

## Január
| Dátum      | Név                             | Foglalkozás / tisztség                                                             | Kor | Forrás          |
| ---------- | ------------------------------- | ---------------------------------------------------------------------------------- | --- | --------------- |
| január 31. | Lükő Zsolt                      | posztumusz hadnagy, a Honvédelmi Minisztérium hősi halottja                        | 030 |                 |
| január 31. | Giorgio Tadeo                   | olasz operaénekes, basszista                                                       | 078 |                 |
| január 30. | Balogh Tamás                    | tájfutó, sportvezető                                                               | 066 |                 |
| január 30. | Selmeczi Roland                 | színész                                                                            | 038 |                 |
| január 29. | Claude Faraldo                  | francia színész, forgatókönyvíró, filmrendező                                      | 071 |                 |
| január 29. | Nagy Erzsébet                   | újságíró, közéleti személyiség, Nagy Imre lánya                                    | 080 |                 |
| január 29. | Sebastian Kräuter               | román katolikus pap, temesvári püspök (1990–1999)                                  | 085 |                 |
| január 28. | Krisztodulosz                   | érsek, a görög ortodox egyház feje                                                 | 069 |                 |
| január 27. | Gordon B. Hinckley              | amerikai vallási vezető (Az Utolsó Napi Szentek Jézus Krisztus Egyháza)            | 097 |                 |
| január 27. | Suharto                         | Indonézia második elnöke                                                           | 086 |                 |
| január 22. | Heath Ledger                    | ausztrál színész                                                                   | 028 |                 |
| január 19. | Suzanne Pleshette               | amerikai színésznő                                                                 | 071 |                 |
| január 19. | Trevor Oliver Taylor            | afroamerikai származású német énekes, zenész (Bad Boys Blue)                       | 050 | [ halott link ] |
| január 18. | Lois Nettleton                  | amerikai színésznő                                                                 | 080 |                 |
| január 18. | Ugo Pirro                       | olasz író, forgatókönyvíró                                                         | 087 |                 |
| január 17. | Carlos (Jean-Chrysostome Dolto) | francia énekes, színész                                                            | 064 |                 |
| január 17. | Bobby Fischer                   | világbajnok amerikai sakkozó                                                       | 064 |                 |
| január 17. | Újvári László                   | Európa-bajnok műugró                                                               | 074 |                 |
| január 15. | Brad Renfro                     | amerikai színész                                                                   | 025 |                 |
| január 14. | Judah Folkman                   | Wolf-díjas amerikai biológus, orvos, onkológus                                     | 074 |                 |
| január 13. | Szergej Larin                   | orosz származású lett operaénekes (tenor)                                          | 051 |                 |
| január 12. | Ángel González                  | spanyol költő                                                                      | 082 |                 |
| január 11. | Pepín Bello                     | spanyol író                                                                        | 103 |                 |
| január 11. | Edmund Hillary                  | új-zélandi hegymászó, a Mount Everest első meghódítója                             | 088 |                 |
| január 11. | Pór Edit                        | sajtótörténész, Vásárhelyi Miklós özvegye                                          | 080 |                 |
| január 10. | Christopher Bowman              | világbajnoki érmes, többszörös amerikai bajnok műkorcsolyázó                       | 040 |                 |
| január 10. | Andrés Henestrosa               | mexikói író, politikus                                                             | 101 |                 |
| január 10. | Maila Nurmi                     | finn származású amerikai színésznő                                                 | 085 |                 |
| január 10. | Varga János                     | Széchenyi-díjas levéltáros, az Országos Levéltár főigazgatója, az MTA rendes tagja | 080 |                 |
| január 9.  | Charles Fehrenbach              | francia csillagász                                                                 | 093 |                 |
| január 8.  | Kazinczy János Antal            | magyar származású francia festő, szobrász                                          | 093 |                 |
| január 8.  | Cissie Stewart                  | olimpiai ezüstérmes (1928) brit úszó                                               | 096 | –               |
| január 7.  | Onódi György                    | gyártásvezető                                                                      | 081 |                 |
| január 6.  | Körmendi János                  | Kossuth-díjas színész                                                              | 080 |                 |
| január 5.  | Edward Klosinski                | lengyel operatőr                                                                   | 065 |                 |
| január 3.  | Jimmy Stewart                   | brit autóversenyző                                                                 | 076 | –               |
| január 2.  | George MacDonald Fraser         | angol író, forgatókönyvíró                                                         | 082 |                 |
| január 1.  | Lucas Sang                      | kenyai atléta, rövidtávfutó, olimpikon                                             | 046 | –               |

## Lásd még
- Halálozások 2008-ban a sportban
- Halálozások 2008-ban a filmművészetben